# Escudo de la Federación de las Indias Occidentales
El escudo de armas de la Federación de las Indias Occidentales fue usado entre 1958 y 1962. 
En el campo del escudo figuraba una pila heráldica, pieza heráldica con forma de "V",  con bordes de oro. La bordura, de plata (blanco heráldico) con ondas  horizontales  de azur (azul heráldico) que representaba al Mar Caribe y los diez bezantes de oro, discos en terminología heráldica, situados en su interior simbolizaron los diferentes grupos de las islas integradas en la Federación. Los elementos anteriores se encontraban situados bajo uno de los tres leones del escudo de Inglaterra.
El timbre heráldico es un yelmo adornado con un burelete, lambrequín y una cimera con forma de antebrazo que sujeta a una antorcha, símbolo de la herencia africana de la población. El escudo está sujetado por dos pelícanos con las alas extendidas, denominados atrevidos al contar con una de sus patas levantada. 
En la parte inferior, un pergamino donde se lee, en inglés, el lema de la Federación "To Dwell Together In Unity", cuya traducción significa “Vivir juntos en unidad”.
El escudo estuvo basado en la Bandera de la Federación cuyo diseño inicial fue elaborado por Edna Manley y ha inspirado los actuales escudos de armas de Barbados, Santa Lucía y San Cristóbal y Nieves.